# 洛林扎·哈灵顿
洛林扎·哈灵顿（英語：Lorinza Harrington，1980年10月2日—），美国NBA联盟前职业篮球运动员。